# Woolsthorpe
Woolsthorpe – miasto w Australii, w stanie Wiktoria.